# Paul Néaoutyine
Paul Néaoutyine, est un homme politique français et indépendantiste kanak, né à la tribu de Saint-Michel (district de Wagap) dans la vallée d'Amoa à Poindimié le 12 octobre 1951, président de la Province Nord de la Nouvelle-Calédonie depuis 1999.

## Formation et carrière professionnelle
Après une scolarité dans l'enseignement privé catholique, il part faire ses études en France à l'Université Lumière à Lyon dont il sort licencié puis titulaire d'un DEA en sciences économiques en 1977. De retour en Nouvelle-Calédonie, il va enseigner comme maître auxiliaire au lycée public Lapérouse de Nouméa de 1979 à 1980 et de 1983 à 1985.

## L'engagement pour l'indépendance
Il rejoint très tôt les milieux d'extrême-gauche indépendantistes kanaks qui se développent dans les années 1970, membre très tôt des « Foulards rouges » puis du « Groupe 1878 » et est ainsi l'un des fondateurs du Parti de libération kanak (Palika), premier parti ouvertement indépendantiste créé en 1975 et aux revendications radicales. Il devient rapidement l'un des principaux poids lourds de ce mouvement qui constitue à partir de 1979 l'aile gauche la plus intransigeante du Front indépendantiste puis du FLNKS de Jean-Marie Tjibaou, quant à lui issu de l'Union calédonienne alors plus modérée.
Toutefois, Paul Néaoutyine se rapproche durant les « Évènements » des années 1980, qui voient s'affronter de manière violente partisans et opposants de l'indépendance, du leader indépendantiste Jean-Marie Tjibaou dont il devient le directeur de cabinet lorsque ce dernier est élu président de la toute nouvelle Région Nord créée par le statut Fabius-Pisani de septembre 1985. Il exerce cette fonction jusqu'à la fin de l'année 1987, puis est désigné en 1988 par le Palika comme membre de la délégation FLNKS partie négocier avec les anti-indépendantistes du RPCR de Jacques Lafleur et l'État ce qui sera connu quelques mois plus tard comme les Accords de Matignon qui sortent la Nouvelle-Calédonie de la crise politique et ethnique dans laquelle elle était plongée depuis 1984.
Le FLNKS rompant alors sa stratégie de boycott des scrutins non territoriaux (dont les municipales), Paul Néaoutyine est élu en mars 1989 maire de Poindimié, commune la plus peuplée de la Province Nord et dont il dirige encore aujourd'hui[Quand ?] l'exécutif municipal. Aux élections provinciales du 11 juin 1989, il est élu sur la liste FLNKS de Léopold Jorédié en Province Nord ainsi qu'au Congrès du Territoire. Il est sans cesse réélu dans ces deux institutions depuis lors. La même année voit l'assassinat de Jean-Marie Tjibaou et de son « bras droit » Yeiwéné Yeiwéné, le 4 mai 1989 à Ouvéa, par un extrémiste indépendantiste opposé aux Accords de Matignon, Djubelly Wéa.
Le FLNKS attendra un an après le décès de son leader pour lui choisir un successeur: au congrès de Nakety du 24 mars 1990, Paul Néaoutyine, considéré comme un des plus proches lieutenants de Jean-Marie Tjibaou durant les évènements, est élu président du front indépendantiste. Il sera le seul militant du Palika à exercer cette fonction. Il dénonce toutefois alors la domination de l'Union calédonienne (UC) sur le FLNKS, et décide donc de mener une liste dissidente de celle officiellement formée par le FLNKS et menée par l'UC Léopold Jorédié en Province Nord aux provinciales de juillet 1995: la liste « Union nationale pour l'indépendance (UNI) ». Il ne quitte toutefois pas le FLNKS et cette liste, qui obtient 5 sièges sur 22 à l'Assemblée de Province et 3 au Congrès, continue à voter avec le reste du front indépendantiste. Toutefois, cette fronde lui vaut d'être écarté de la présidence du FLNKS le 9 décembre 1995, étant alors remplacé par un membre de l'UC, Rock Wamytan.
Membre de février à avril 1998 de la délégation FLNKS en tant que leader pratiquement incontesté du Palika (bien que ce mouvement n'ait pas de dirigeant unique, étant mené par un bureau politique qui désigne un porte-parole) pour participer aux négociations en vue de créer une nouvelle période transitoire avant le référendum d'autodétermination (il apparaissait en effet évident que si celui-ci avait eu lieu, comme prévu par les Accords de Matignon, en 1998, il se serait soldé par un rejet de l'indépendance, poussant les indépendantistes à négocier tandis que les non-indépendantistes de Jacques Lafleur craignent qu'un refus trop net à la souveraineté à seulement 10 ans de la fin des Évènements pourrait recréer de nouvelles tensions ethniques et politiques) et un statut de large autonomie. Il est ainsi considéré comme l'un des principaux artisans de l'Accord de Nouméa avec Rock Wamytan et, du côté anti-indépendantiste, Jacques Lafleur.
Lors des premières provinciales issues du nouveau statut le 9 mai 1999, il mène à nouveau une liste à part de celle du FLNKS menée en Province Nord par Bernard Lepeu qui n'est autre alors que le président de l'Union calédonienne. Mais en plus, le Palika présente une liste également dans les Îles Loyauté, ce qui n'avait pas été le cas en 1995, menée par Charles Washetine, le « bras droit » de Paul Néaoutyine. À cela s'ajoute la présence dans les trois présences de listes FCCI de Léopold Jorédié, petit parti formé par des dissidents des différentes composantes du FLNKS en 1998 et prônant une approche plus modérée vis-à-vis de l'indépendance et même une coopération accrue avec le RPCR. La liste de Paul Néaoutyine crée alors la surprise dans le Nord, puisqu'elle arrive en tête tout en n'obtenant pas la majorité absolue avec 8 sièges sur 22 (contre 6 pour la liste FLNKS de Bernard Lepeu et 4 à la fois pour le RPCR et pour la FCCI).
Encore une fois la division avec l'Union calédonienne est juste électorale et les deux composantes majeures du FLNKS refont dans un premier temps bloc: l'UC apporte son soutien à Paul Néaoutyine pour être élu à la présidence de la Province Nord, les listes issus des deux mouvements forment un groupe commun FLNKS au Congrès de la Nouvelle-Calédonie et présentent une liste commune pour la formation du premier gouvernement collégial issu de l'Accord de Nouméa et présidé par le RPCR Jean Lèques.
Mais l'évolution de l'UC vers une position plus radicale à partir de ce moment, à travers de jeunes cadres du mouvement comme Pascal Naouna. La rupture est consommée en 2001 : Rock Wamytan, président modéré du FLNKS depuis 1995 et de l'Union calédonienne depuis 1999, est poussé de démissionner. Pascal Naouna le remplace à la tête de l'Union calédonienne et adopte une ligne qui, tout en étant toujours la moins radicale sur la question de l'avenir statutaire de la Nouvelle-Calédonie puisqu'il défend alors l'idée d'une « indépendance association » avec la France, prône une opposition systématique avec le RPCR et à un respect à la lettre de l'Accord de Nouméa. Au contraire, Paul Néaoutyine défend alors le principe d'une négociation continue avec les non-indépendantistes et l'État dans le cadre des comités des signataires réunis de manière régulières comme prévu par l'Accord, mais continue fermement à prôner l'idée de l'« Indépendance Kanak Socialiste (IKS) » qui constituait l'idéologie principale du FLNKS durant les années 1980. Le Palika de Néaoutyine rallie alors à sa position les deux autres composantes mineures du FLNKS, à savoir l'Union progressiste en Mélanésie (UPM) (petit parti indépendantiste modéré) et le Rassemblement démocratique océanien (RDO) (qui réunit les indépendantistes de la communauté wallisienne et futunienne de Nouvelle-Calédonie). Ces trois mouvements forment alors au sein du FLNKS une coalition politique et électorale qui reprend le nom des listes dissidentes menées en 1995 et 1999 par Paul Néaoutyine: l'Union nationale pour l'indépendance (UNI). L'UNI et l'Union calédonienne forment alors deux blocs que rien ne semble vouloir rapprocher: l'UC forme un groupe à part au Congrès depuis lors et présente des listes distinctes pour la composition des gouvernements, appelle à boycotter les élections législatives de 2002 et alors que Paul Néaoutyine est candidat dans la 2e circonscription contre le député sortant RPCR Pierre Frogier (obtenant 7 406 voix et 27,75 % des voix contre 47,6 % à Frogier au 1er tour puis 12 500 électeurs environ soit 44,3 % des suffrages au 2e tour). Depuis 2001, les deux blocs n'ont pu se mettre d'accord sur le nom d'un président unitaire du FLNKS qui vit donc alors une crise durable.
Toutefois, l'attitude d'homme modéré conciliateur et son bon bilan dans sa gestion de la Province Nord (redressement des finances provinciales, développement touristique, ouverture de la transversale Koné-Tiwaka), et cela même si ses opposants (et notamment au sein de l'UC) lui reproche alors une tendance autoritaire ou encore les nombreux retards dans le projet de construction de l'usine du Nord, vaut à Paul Néaoutyine une certaine popularité au sein de l'électorat indépendantiste. Ainsi, pour la première fois depuis la création du FLNKS, la vapeur semble s'être inversée entre les différentes mouvances indépendantistes au profit du Palika lors des provinciales de 2004: l'UNI présente des listes dans les 3 provinces, largement dominées par le Palika, et obtient plus de voix et de sièges à la fois sur l'ensemble du territoire (16,36 % des suffrages, soit 14 651 voix et 8 sièges au Congrès, contre 10 623 électeurs, 11,86 % et 7 sièges au Congrès pour l'Union calédonienne) et en Province Nord. En effet, la liste UNI-FLNKS de Paul Néaoutyine y arrive en tête à nouveau avec 37,51 % des suffrages et obtient presque, à 1 siège près, la majorité absolue avec 11 membres de l'Assemblée de Province sur 22. Toutefois, dans les Îles Loyauté le Palika ne parvient toujours pas à percer puisque son score est inchangé par rapport à 1999 avec 2 sièges sur 14 et la 3e position derrière l'UC de Néko Hnepeune et le RPCR de Simon Loueckhote. En Province Sud, si la liste UNI-FLNKS d'Adolphe Digoué arrive en tête des listes indépendantistes avec un peu plus de 2 500 voix, elle n'obtient pas les 5 % requis pour entrer à l'Assemblée de Province. De plus, le Palika et ses alliés décide alors de ne pas apporter ouvertement son soutien au nouveau parti majoritaire, l'Avenir ensemble, contrairement à l'Union calédonienne qui vote pour le candidat de ce mouvement anti-indépendantiste, Harold Martin, à la présidence du Congrès en 2004.
Les deux camps ne se sont véritablement rapprochés qu'en 2006, sur la question du corps électoral, à la fois l'UNI et l'UC faisant activement campagne pour que celui-ci soit gelé aux seules personnes résidant en Nouvelle-Calédonie au plus tard en 1998 pour toutes les élections provinciales. Malgré une importante opposition des non-indépendantistes, et notamment des trois parlementaires (les députés Jacques Lafleur et Pierre Frogier et le sénateur Simon Loueckhote), les indépendantistes ont finalement gain de cause puisque la loi constitutionnelle entérinant le principe de corps électoral gelé est acceptée par le Parlement réunit en Congrès à Versailles en février 2007. Plus tard, l'ensemble du FLNKS apporte son soutien à la candidature de Ségolène Royal lors des élections présidentielles d'avril-mai 2007 et les deux mouvements décident de se mettre d'accord pour des candidatures communes dans les deux circonscriptions aux élections législatives de juin, à condition qu'aucun des deux chefs, à savoir ni Pascal Naouna ni Paul Néaoutyine, ne soient candidats (l'opposition entre les deux hommes avaient été trop brutales pour qu'ils puissent faire chacun de leur côté l'unanimité de l'ensemble des indépendantistes). Le « lieutenant » de Néaoutyine au sein du Palika, à savoir Charles Washetine, fut ainsi désigné pour être candidat dans la 1re circonscription de Nouméa et des Îles Loyauté, l'UC Charles Pidjot étant présenté dans la seconde où Néaoutyine avait lui-même était candidat 5 ans auparavant. Après ces législatives, le retour à une logique d'opposition traditionnelle entre indépendantistes et anti-indépendantistes à la suite de la signature d'un accord-cadre de majorité entre l'Avenir ensemble et le Rassemblement-UMP, ainsi que les critiques répétées du député réélu et nouveau président du Congrès Pierre Frogier vis-à-vis de l'Accord de Nouméa dont il demande une renégociation, ont permis de souder encore plus le camp indépendantiste.
Sur le plan de la Province Nord, et notamment pour la gestion du dossier épineux de la construction de l'usine du Nord, Paul Néaoutyine s'est fait le défenseur de la Société minière du Sud Pacifique (SMSP, société minière créée au début des années 1990, contrôlée majoritairement par la Province Nord et qui doit servir au rééquilibrage minier avec la Province Sud) et de leurs alliés canadiens Falconbridge (choisi en 1998 pour cofinancer le projet lors des accords de Bercy qui établirent en plus un échéancier qui ne fut pas respecté). Il dut alors faire face à la volonté du RPCR de favoriser au contraire la Société Le Nickel SLN et sa maison mère Eramet, devant les retards pris par Falconbridge. Le rachat fin 2006 de Falconbridge par l'anglo-suisse Xstrata semblait encore affaiblir les positions du projet de la SMSP. Finalement, la confirmation en septembre 2007 par Xstrata de sa volonté de continuer le large cofinancement du chantier tout en acceptant que l'actionnaire majoritaire de la future usine sera la SMSP a été présentée comme une véritable victoire personnelle à la fois pour Paul Néaoutyine et pour le président de la SMSP, André Dang. Le chantier devrait être terminé en 2011 et l'usine devrait réussir à produire 60 000 tonnes de minerai traité à partir dès 2013. Mais le fait que les différents représentants des groupes politiques de l'Assemblée de la Province n'aient pas été conviés à l'annonce officielle du lancement du chantier provoqua alors la colère des élus UC de la Province.
Aux élections provinciales du 10 mai 2009, une nouvelle fois à la tête de la liste UNI, il reste en tête mais s'éloigne de la majorité en n'obtenant que 30,6 % des suffrages exprimés et 9 sièges sur 22, ne devançant l'Union calédonienne du maire de Canala Gilbert Tyuienon que de 211 voix, 1 point et 1 siège. Ce dernier décidant de se présenter contre lui à la présidence de l'Assemblée provinciale, Paul Néaoutyine réussit à se faire réélire le 15 mai 2009 mais pour la première fois au troisième tour de scrutin et à la majorité relative (les deux premiers tours nécessitant la majorité absolue) par 10 voix (les 9 de sa liste et une venant de l'un des deux élus loyalistes) contre 8 à Gilbert Tyuienon et 4 bulletins blancs. De plus, l'UC réussit à imposer deux de ses membres aux première et troisième vice-présidences.

## Affaires judiciaires

### Violences conjugales
En 2008, Paul Néaoutyine est condamné à 2 mois de prison avec sursis par le tribunal de Nouméa. Son épouse s'était cette fois-ci décidée à porter plainte, après avoir été agressée pour la troisième fois.

#### Délit de favoritisme
Le 15 juin 2021, Paul Néaoutyine est condamné en appel à 4 mois de prison avec sursis, et 1 million de francs CFP d'amende, dans l'affaire fleur de vie, pour délit de favoritisme. L'association Fleur de vie, s'était vue attribuer par l'élu entre 2010 et 2016, un marché de transport d'enfants handicapés, pour un montant de plus de 200 millions de francs CFP, et cela sans passer par un appel d'offres.

#### Conduite en état d'ivresse
Paul Néaoutyine est impliqué dans un accident de voiture sur la commune de Poya, le 25 avril 2023 entre 02h00 et 03h00 du matin. Paul Néaoutyine a été condamné pour cette affaire le 11 décembre 2023, à 200 jours d’amende pour un total de 400 000 F CFP, ainsi qu'a 6 mois de suspension de permis de conduire et 17 000 F CFP de contravention pour défaut de maitrise de son véhicule.